# جون شيفيلد
جون شيفيلد (بالإنجليزية: Jon Sheffield)‏ هو لاعب كرة قدم بريطاني في مركز حراسة المرمى، ولد في 1 فبراير 1969 في كوفنتري في المملكة المتحدة. لعب مع سويندون تاون وكامبريدج يونايتد وكولتشستر يونايتد ونادي ألدرشوت ونادي بليموث أرجايل ونادي بيتربورو يونايتد ونادي هيرفورد ونورويتش سيتي ويوفل تاون.

## وصلات خارجية
- جون شيفيلد على موقع قاعدة بيانات كرة القدم.إي يو (الإنجليزية)
- جون شيفيلد على موقع Soccerbase.com (لاعب) (الإنجليزية)
- جون شيفيلد على موقع عالم كرة القدم.نت (الإنجليزية)